# Ruokorauma
Ruokorauma är en vik i Finland. Den ligger i Rimito i landskapet Egentliga Finland, i den sydvästra delen av landet, 170 km väster om huvudstaden Helsingfors.
Ruokorauma ligger mellan Otava i norr och Rimito i söder. Tillsammans med sjön Paskaperänjärvi och viken Kolkka bildar de en skiljelinje mellan de hopväxta öarna. Ruokorauma ansluter till Tärpänänaukko i öster. 